# Hérault (departement)
Hérault (34; Occitaans: Erau) is een Frans departement, gelegen in de regio Occitanie. De prefectuur is Montpellier. Hérault is vernoemd naar de gelijknamige rivier die door het departement stroomt.

## Geschiedenis
Het departement was een van de 83 departementen die werden gecreëerd tijdens de Franse Revolutie, op 4 maart 1790 door uitvoering van de wet van 22 december 1789, uitgaande van een deel van de provincie Languedoc. Het omvat de gebieden Biterrois, Espinouse, Lodèvois, Montpelliérais en een deel van Larzac.

## Geografie
Hérault is omgeven door de departementen Aude in het zuidwesten, Tarn en Aveyron in het noordwesten en Gard in het noordoosten. Verder grenst het in het zuidoosten aan de Middellandse Zee. Het departement behoort tot de regio Occitanie (sinds 1 januari 2016). Tot 31 december 2015 maakte het deel uit van de (nu voormalige) regio Languedoc-Roussillon.
Hérault bestaat uit drie arrondissementen:
- Béziers
- Lodève
- Montpellier

Hérault bestaat uit 25 kantons:
- Kantons van Hérault

Hérault bestaat uit 342 gemeenten:
- Lijst van gemeenten in het departement Hérault

Bekende plaatsen zijn:
- Saint-Guilhem-le-Désert
- Ganges

### Natuur
De Hérault omvat een breed scala aan landschappen:
- een bergachtig noorden
- een glooiend midden
- het vlakke zuidwesten
- de dierrijke savannen van het zuidoosten

Een van de bekendere bergen in het gebied is de Pic Saint-Loup.
Er zijn diverse kloven zoals de Gorges l'Hérault met onder andere de Gorges de la Vis.

### Rivieren
- Hérault
- Orb
- Vis
- Lergue

## Demografie
De inwoners van Hérault heten Héraultais.

### Demografische evolutie sinds 1962
| Naam       | Index 1962 | Index 1968 | Index 1975 | Index 1982 | Index 1990 | Index 1999 | Index 2008 | Index 2019 |
| ---------- | ---------- | ---------- | ---------- | ---------- | ---------- | ---------- | ---------- | ---------- |
| Hérault    | 100,0      | 114,5      | 125,5      | 136,7      | 153,8      | 173,5      | 197,4      | 227,5      |
| Frankrijk* | 100,0      | 107,1      | 113,3      | 117,0      | 121,9      | 126,0      | 133,8      | 140,1      |

| Naam       | Inw./Km² 1962 | Inw./km² 1968 | Inw./km² 1975 | Inw./km² 1982 | Inw./km² 1990 | Inw./km² 1999 | Inw./km² 2008 | Inw./km² 2019 |
| ---------- | ------------- | ------------- | ------------- | ------------- | ------------- | ------------- | ------------- | ------------- |
| Hérault    | 84,7          | 96,9          | 106,2         | 115,8         | 130,2         | 146,9         | 167,2         | 192,7         |
| Frankrijk* | 84,2          | 90,1          | 95,4          | 98,5          | 102,7         | 106,1         | 112,7         | 119,7         |

Frankrijk* = exclusief overzeese gebieden
Bron: Recensement Populaire INSEE - 1962 tot 1999 population sans doubles comptes, nadien Population Municipale
Op 1 januari 2022 had Hérault 1.217.331 inwoners.

### De 10 grootste gemeenten in het departement
| #  | Gemeente         | Aantal inwoners (2022) |
| -- | ---------------- | ---------------------- |
| 1  | Montpellier      | 307.101                |
| 2  | Béziers          | 80.815                 |
| 3  | Sète             | 45.090                 |
| 4  | Agde             | 29.612                 |
| 5  | Lunel            | 26.380                 |
| 6  | Frontignan       | 23.788                 |
| 7  | Castelnau-le-Lez | 25.404                 |
| 8  | Lattes           | 17.592                 |
| 9  | Mauguio          | 16.417                 |
| 10 | Juvignac         | 13.776                 |

## Afbeeldingen

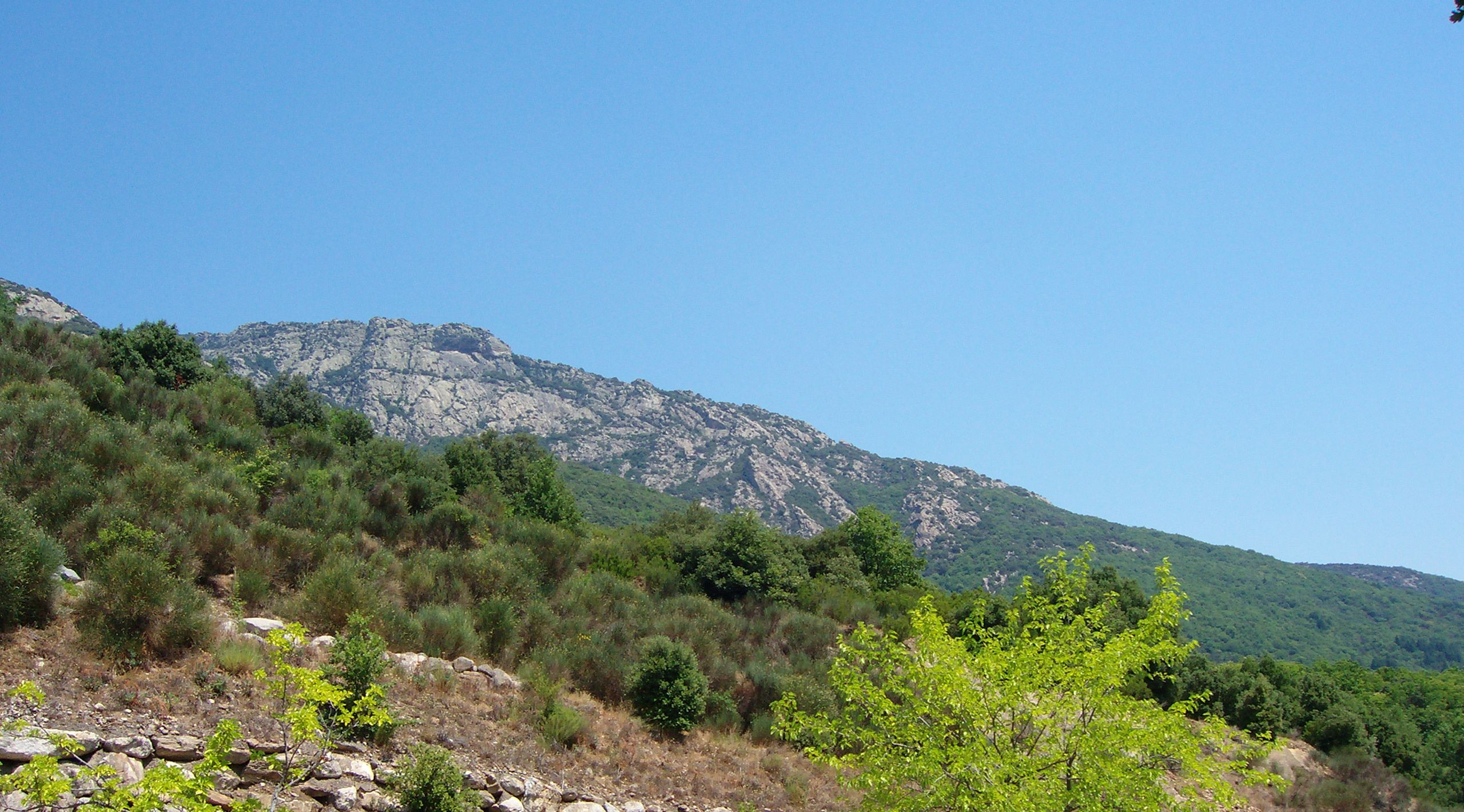
Landschap bij Colombières-sur-Orb
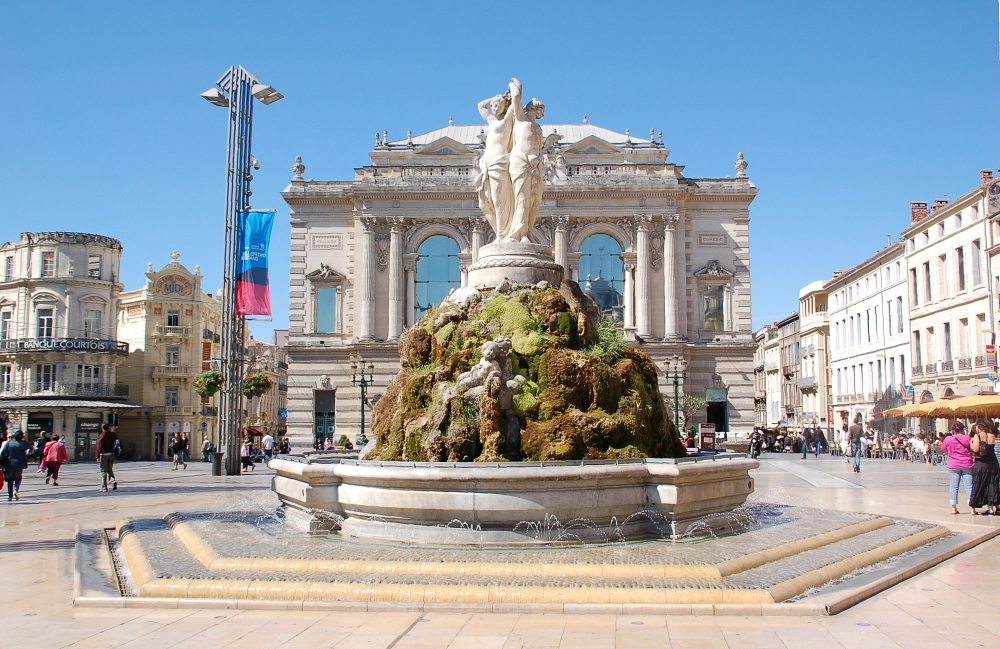
Fontaine des Trois Grâces, Montpellier
Sète
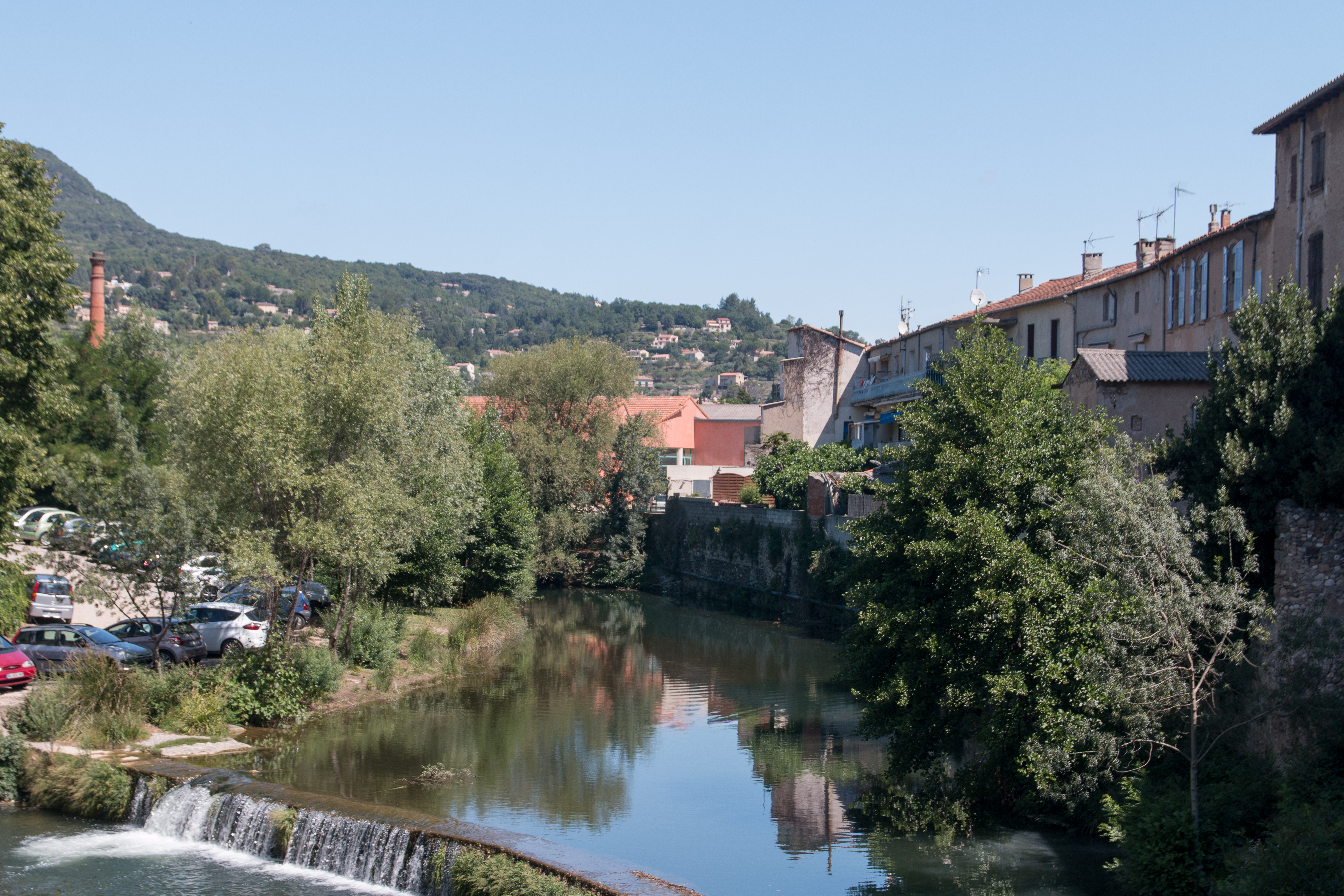
Lodève
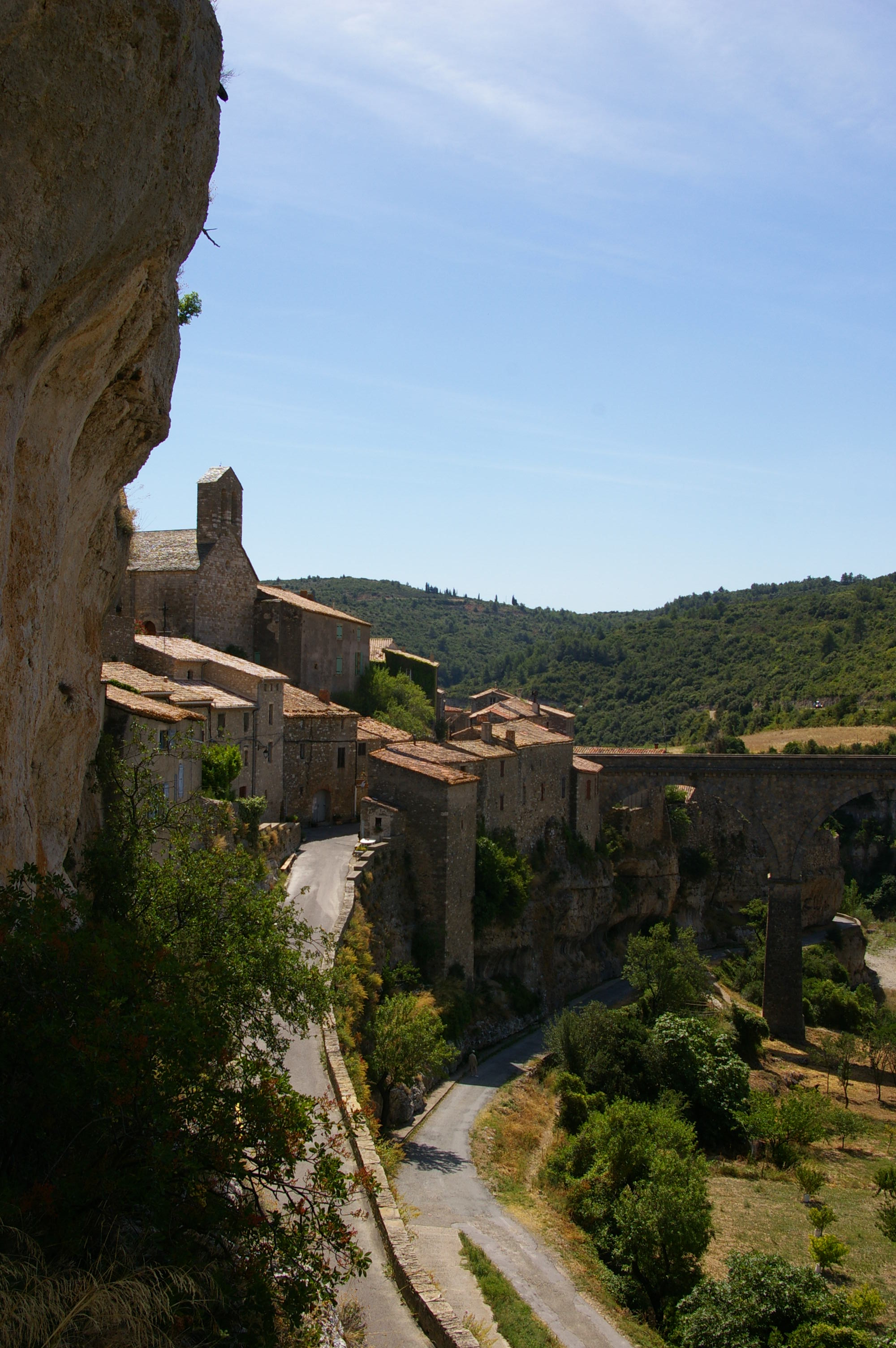
Minerve
Meer van Salagou
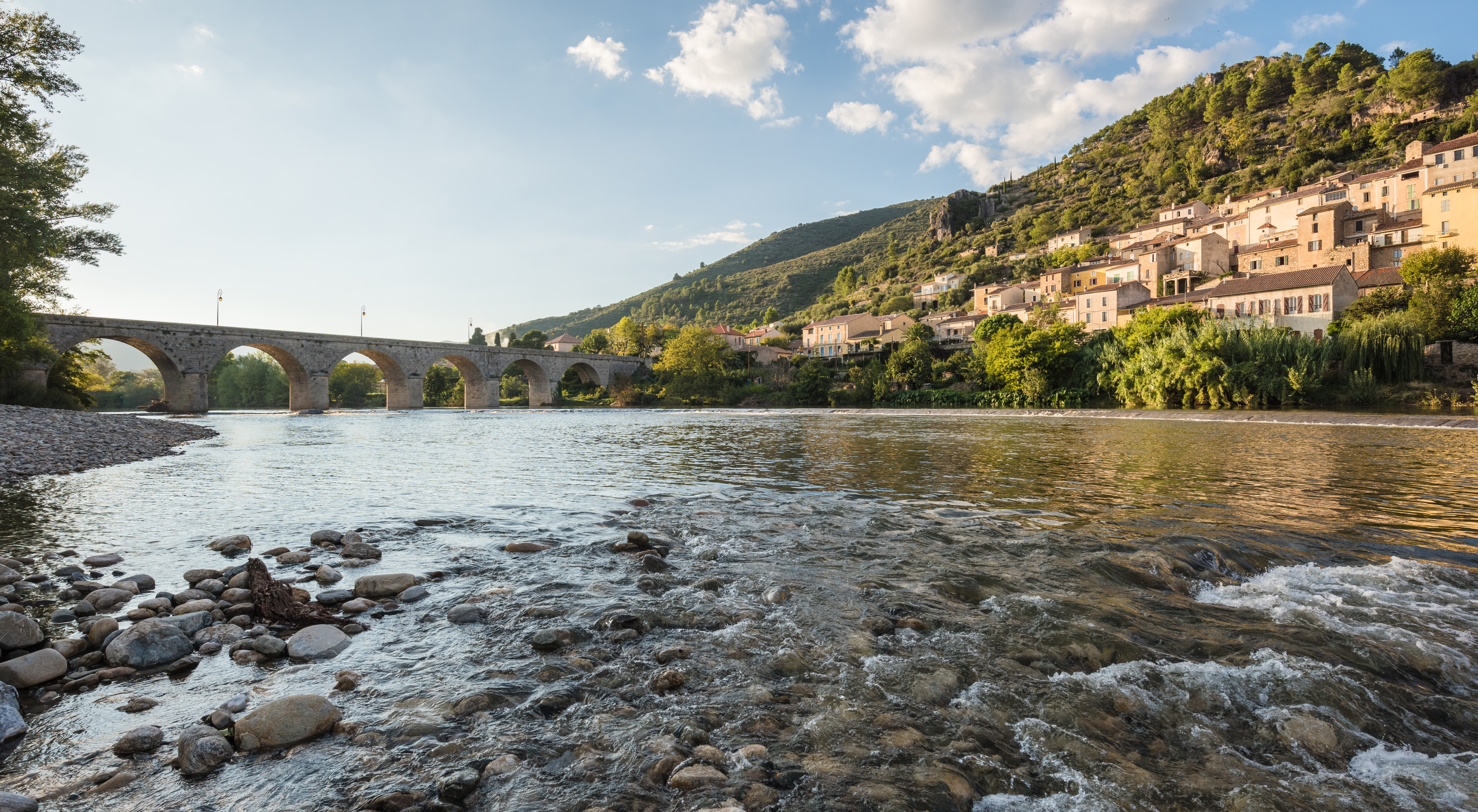
De Orb bij Roquebrun